# ブーツ・ランドルフ
ブーツ・ランドルフ（Boots Randolph）、本名ホーマー・ルイス・ランドルフ3世（Homer Louis Randolph III, 1927年6月3日 - 2007年7月3日）は、アメリカ合衆国のサクソフォーン奏者。1963年に発表され、コメディアンのベニー・ヒルが自らのショーのテーマ曲として用いたことで知られる曲「ヤケティ・サックス」（Yakety Sax）が代表作。ランドルフは、そのプロとしてのキャリアの大部分において、「ナッシュビル・サウンド」の主要な一角であった。

## 生涯
ランドルフはケンタッキー州パデューカに生まれ、同州カディスで育ち、インディアナ州エバンスビルの高等学校に入学した。
第二次世界大戦終戦時、ランドルフはアメリカ陸軍の軍楽隊でサクソフォーン、トロンボーンおよびヴィブラフォンの演奏を担当していた。軍役を終えた後、彼は1948年から1954年にかけてイリノイ州ディケーターでバンド「Dink Welch's Kopy Kats」と共に演奏活動を行った。彼は短期間ケンタッキー州ルイビルに滞在した後ディケーターに戻り、自分のバンドを結成して活動した。その後1957年にディケーターを離れている。
40年を超える演奏家としてのキャリアの間に、ランドルフは数百ヶ所の会場で、ポップ、ロック、ジャズ、カントリーなどさまざまなジャンルのミュージシャン達と共演している。彼はエルヴィス・プレスリーのいくつかのアルバムで演奏しており、またプレスリーの映画作品用のサウンドトラックの演奏も行った。
ランドルフはテネシー州ナッシュビルのモニュメント・レコードで収録を行い、ロイ・オービソンの1963年のヒット曲「Mean Woman Blues」で演奏している。その他、REOスピードワゴンの「Little Queenie」、アル・ハートの「Java」、ジェリー・リー・ルイスの「Turn On Your Lovelight」、ブレンダ・リーの「Rockin' 'Round The Christmas Tree」などの曲にランドルフがフィーチャーされている。
1977年、ランドルフはナッシュビルに自分のクラブ「プリンターズ・アレイ」（Printers Alley）を開店し、成功を収めた。また、彼はテレビの音楽番組『ヒー・ホー』にもよく出演した。
ランドルフは2007年7月3日に、脳出血のためナッシュビルの病院で80歳で死去した。彼の最後の作品となったソロ・スタジオ・アルバム「A Whole New Ballgame」は、2007年6月12日にリリースされている。